# ماتا دي الكنتارا
بلدية ماتا القنطرة (بالإسبانية: Mata de Alcántara)‏، هي بلدية تقع في مقاطعة قصرش والتي تقع في منطقة إكستريمادورا، غرب إسبانيا. يبلغ عدد سكانها 366 نسمة وفقاً لإحصائية سنة (2002).